# 明治安田生命硬式野球部
明治安田硬式野球部（めいじやすだこうしきやきゅうぶ）は、東京都に本拠地を置き、日本野球連盟に加盟する社会人野球の企業チームである。
運営母体は、生命保険会社の明治安田生命保険。

## 概要
1958年、明治生命保険の硬式野球部『明治生命硬式野球部』として創部。
1982年、都市対抗野球に初出場を果たし、黄獅子旗を獲得した（ベスト4）。秋の日本選手権にも初出場を果たした（初戦敗退）。
2004年、明治生命保険と安田生命保険が合併し明治安田生命保険が発足したのに伴い、チーム名を『明治安田生命硬式野球部』に改称した。
2006年、都市対抗野球の東京都2次予選ではJR東日本やシダックスなどの強豪を破り、24年ぶり2回目となる本戦出場を決めた。
2010年には、28年ぶり2回目の出場となった日本選手権において、1回戦で新日本製鐵広畑を破って大会初勝利を挙げた。

## 設立・沿革
- 1958年 - 『明治生命』として創部。
- 1982年 - 都市対抗野球に初出場（ベスト4）。日本選手権に初出場（初戦敗退）。
- 2004年 - 母体の合併に伴い、チーム名を『明治安田生命』に改称。
- 2024年6月11日 - チーム名を『明治安田』に改称。

## 主要大会の出場歴・最高成績
- 都市対抗野球大会：出場8回、4強1回（1982年）
- 社会人野球日本選手権大会：出場7回、8強1回（2017年）
- JABA富山市長旗争奪富山大会：優勝1回（1982年）

## 出身プロ野球選手
- 小林高也（外野手） - 退団後、東京弥生クラブを経て、2008年育成選手ドラフト2位で中日ドラゴンズに入団
- 吉田大成（内野手） - 2018年ドラフト8位で東京ヤクルトスワローズに入団

## 元プロ野球選手の競技者登録
- 新谷博 - ヘッドコーチ（2023年 - ）
- 和田恋 （元：読売ジャイアンツ、東北楽天ゴールデンイーグルス）  - 内野手（2024年）
- 岡田明丈（元：広島東洋カープ）- 投手（2025年 - ）